# Lunotto

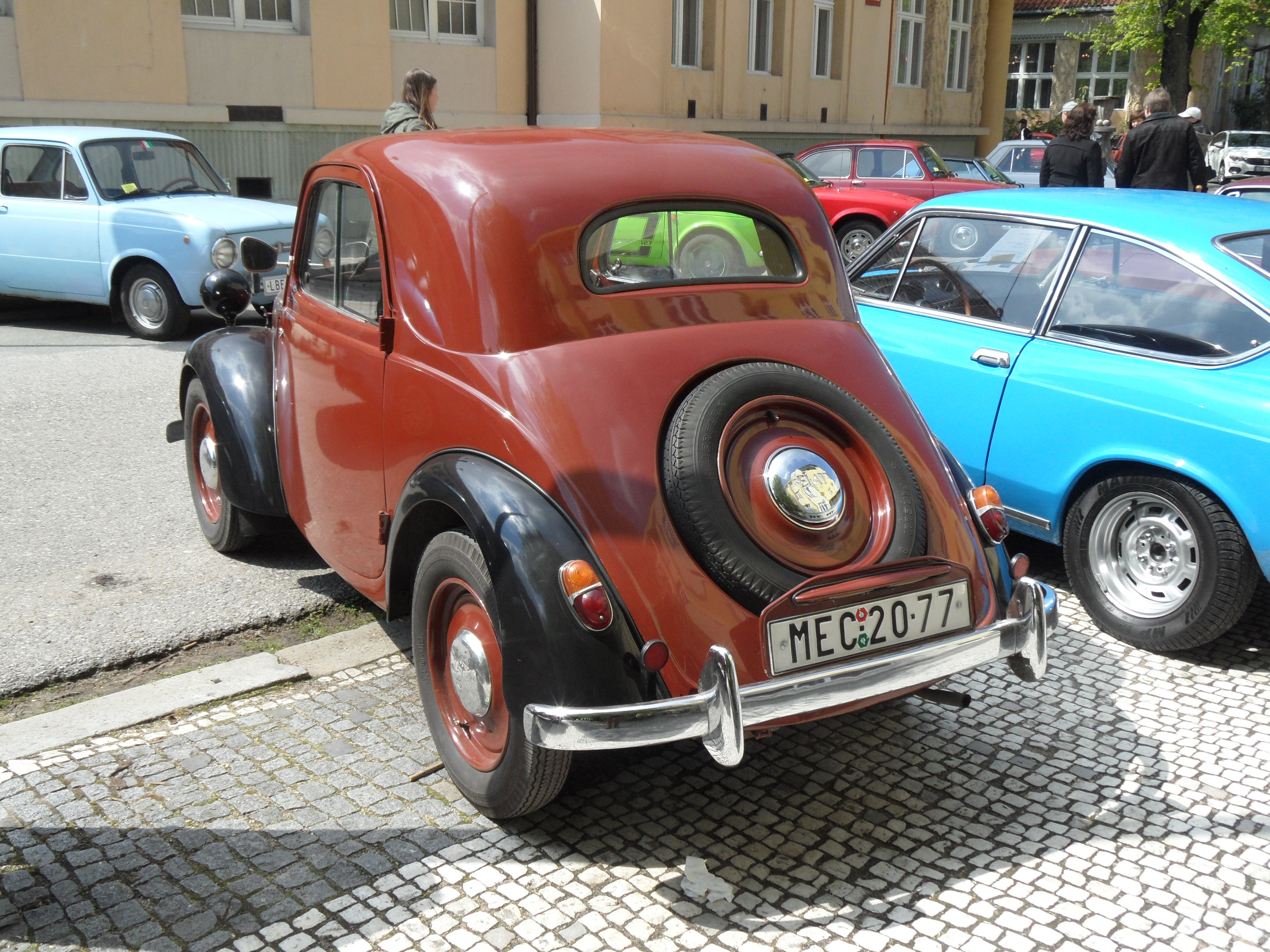
Lunotto di una Topolino

Il lunotto è la parte finestrata posteriore dei veicoli.

## Introduzione
Per "lunotto", estensivamente, si intende spesso anche il piano interno sottostante, più propriamente identificabile come "cappelliera".

## Vocabolo
Il lemma entra nei vocabolari italiani nel 1956, italianizzando il corrispondente termine francese "lunette arrière", con chiara derivazione da "luna", a causa della forma a mezzaluna in cui tale apertura veniva generalmente realizzata fino agli anni Quaranta. 

### Derivazioni e alternative

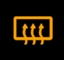
Spia lunotto termico

Da "lunotto", sono poi derivate le definizioni "tergilunotto" e "lunotto termico", ovvero la medesima finestratura dotata di "resistenze elettriche", inserite o applicate, che eliminano eventuali fenomeni di condensa interna.
In alternativa al lunotto si può utilizzare una persiana fissa, soluzione adottata dalla Lamborghini Miura e Lancia Stratos.
Altra soluzione che permette la stessa funzione del lunotto sono le telecamere, che possono rendere più comoda e sicura la retromarcia per tutti quei mezzi sprovvisti di lunotto, in particolar modo i furgonati.

## Utilità
Inizialmente realizzato con vetro fisso, con l'unico scopo di consentire la visuale posteriore, negli ultimi decenni viene, su alcune vetture, dotato di appositi meccanismi che ne consentono l'apertura (ad anta o a ghigliottina) per migliorare l'accessibilità al vano bagagli.

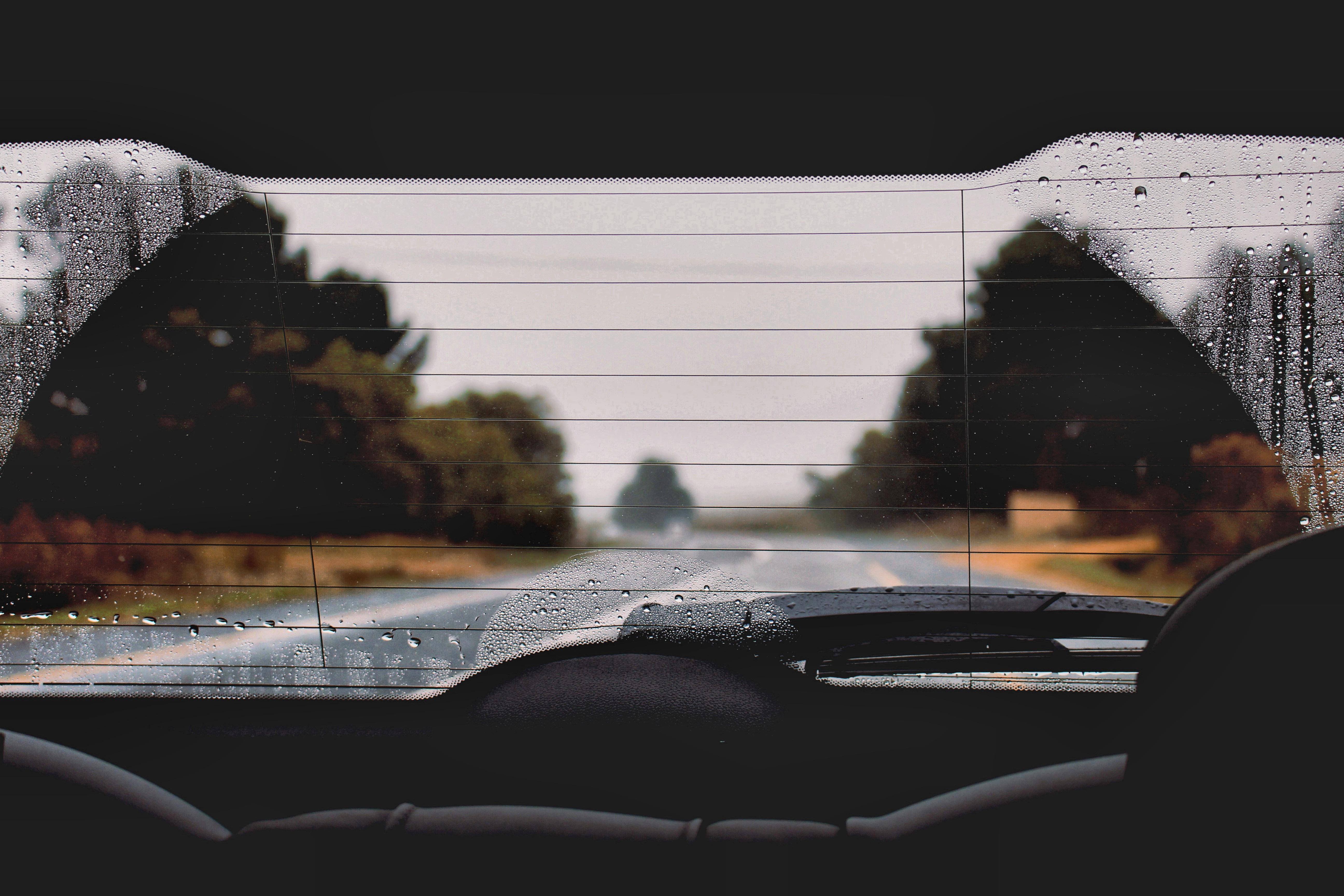
Le resistenze elettriche di un lunotto moderno

## Materiali
Il lunotto è solitamente in:
- cristallo temperato
- materiale plastico trasparente, utilizzato nelle automobili più sportive o in alcune competizioni.